# Sandersiella acuminata
Sandersiella acuminata is een strijkboutkreeftjessoort uit de familie van de Hutchinsoniellidae. De wetenschappelijke naam van de soort is voor het eerst geldig gepubliceerd in 1965 door Sueo M. Shiino.